# Polycyrtus chiriquensis
Polycyrtus chiriquensis är en stekelart som beskrevs av Cameron 1886. Polycyrtus chiriquensis ingår i släktet Polycyrtus och familjen brokparasitsteklar. Inga underarter finns listade i Catalogue of Life.